# Guía de turismo

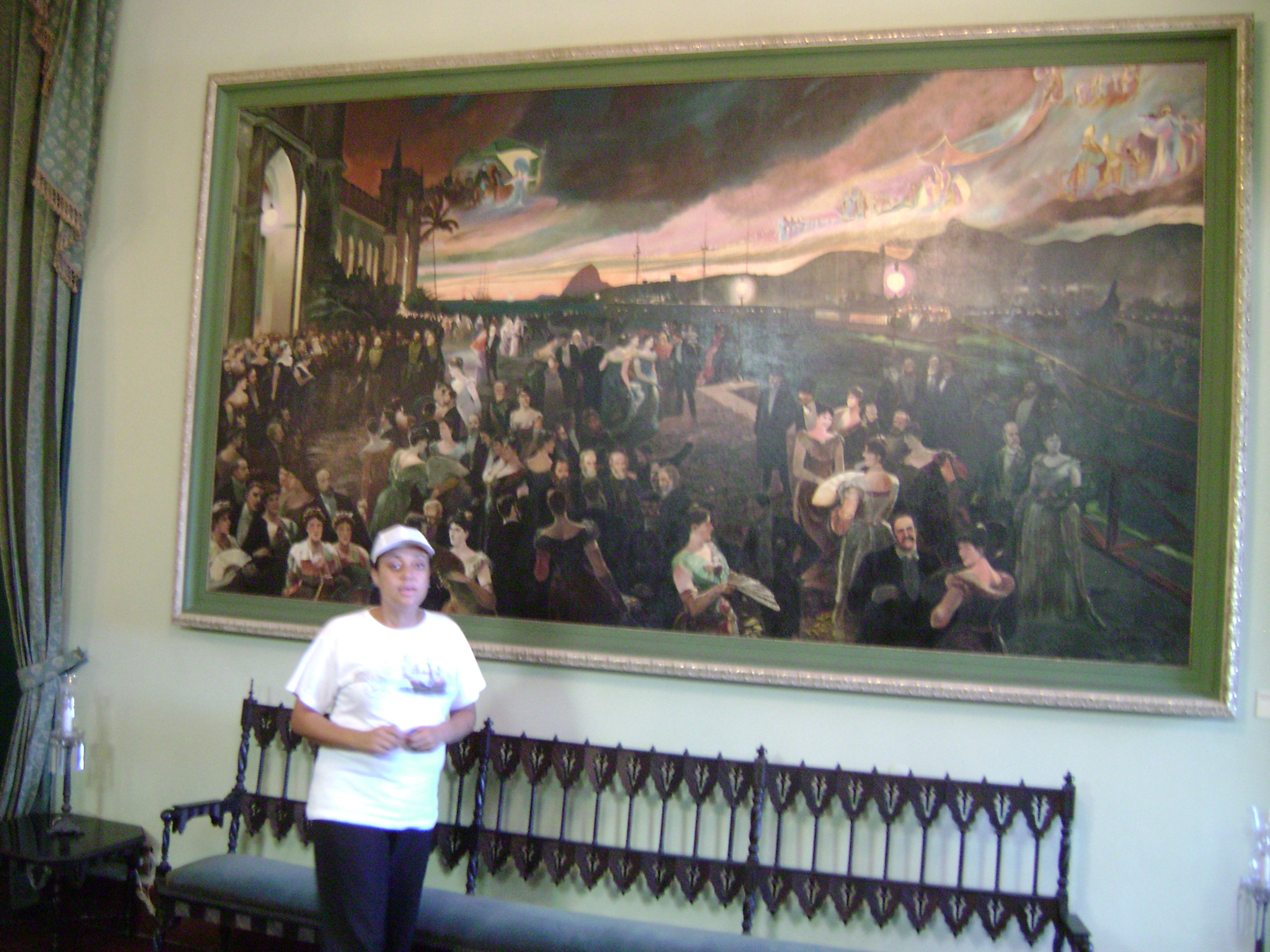
Guía de turismo en Río de Janeiro, Brasil

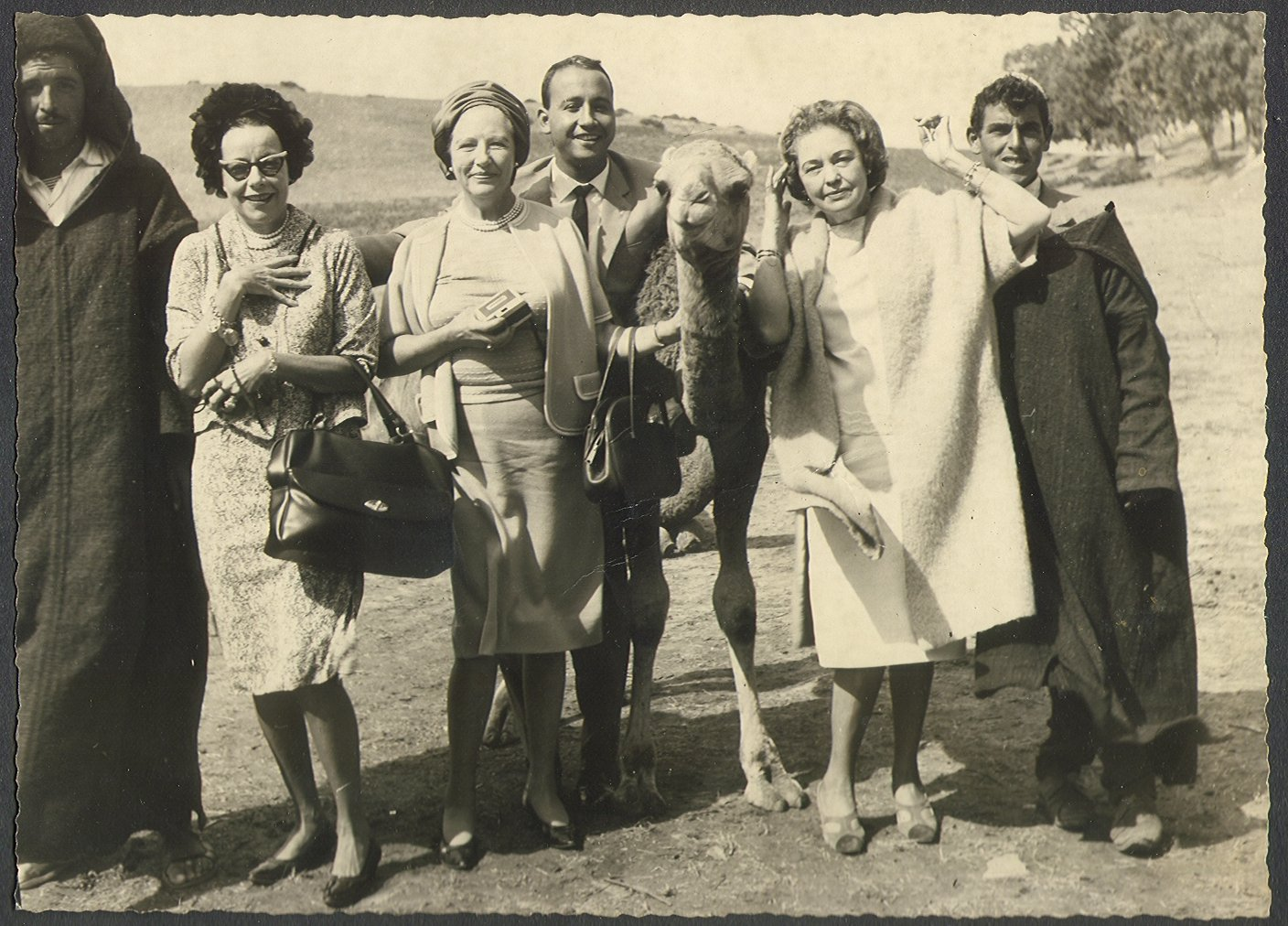
Turistas estadounidenses en Marruecos con guía de turismo en el centro y camelleros en los extremos

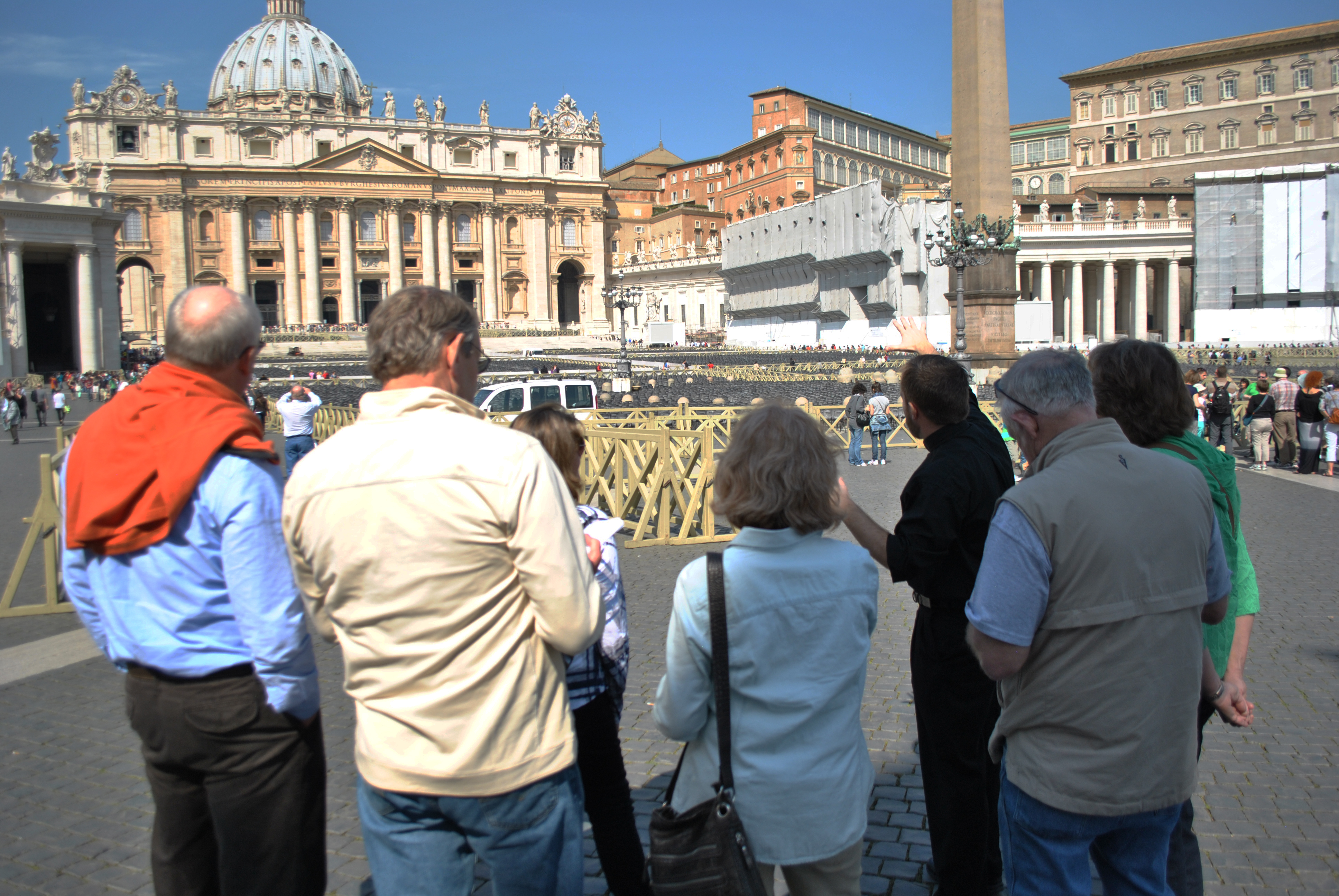
Un guía de turistas en la Plaza de San Pedro en la ciudad del Vaticano

Un guía de turismo (también, guía de turistas) es, según la definición que el Comité Europeo de Normalización (CEN) establece para el término en la Norma Europea EN 1809 sobre Servicios turísticos. Agencias de viaje y turoperadores. Terminología, una "persona que guía a los visitantes en el idioma de su elección e interpreta el patrimonio cultural y natural de una zona, que normalmente posee una titulación específica sobre una zona, por lo general emitido o reconocido por las autoridades competentes.
La Comisión Europea ha podido constatar que los problemas de libre circulación que han tratado se deben muy a menudo a la confusión de dos profesiones diferentes, aunque complementarias: la de guía de turismo y la de acompañante.
CEN también define la figura del acompañante y del director de tour o jefe de grupo o correo de turismo, como:
- Acompañante: Representante de un operador turístico que proporciona asistencia básica a los viajeros.
- Director de tour o jefe de grupo o correo de turismo: Persona que gestiona y supervisa el itinerario en representación del turoperador, asegurándose de que el programa se desarrolla tal y como está descrito en el contrato del operador turístico y vendido al viajero o consumidor y que además proporciona información práctica del lugar.

En España:
1. Todos los decretos reguladores de la actividad, recogen el término Guía de Turismo y se elimina el anterior de Guía Intérprete o Guía Intérprete de Turismo.
2. CEFAPIT (Confederación Española de Federaciones y Asociaciones Profesionales de Guías de Turismo) aglutina a la mayoría de los Guías de Turismo de España a través de las APITs (Asociaciones Profesionales de Guías de Turismo) presentes en casi todas las provincias españolas y es la voz en España y Europa de los Guías de turismo debidamente cualificados y habilitados para desarrollar la actividad dentro de su ámbito específico de actuación.
3. CEFAPIT es consciente de la confusión y mal uso de términos, como por ejemplo: Guía local, Guía oficial y Guía acompañante, términos muy extendidos pero que solo traen confusión y malas interpretaciones. Por tanto, recomienda que se use únicamente el término Guía de Turismo aprobado en la versión oficial, en español, de la Norma Europea EN 13809, aceptado y ratificado por FEG (Federación Europea de Guías de Turismo) y la WFTGA (Federación Mundial de Asociaciones de Guías de Turismo).
4. El carnet de guía de turismo en España está emitido por las Comunidades Autónomas y se puede obtener por habilitación directa o mediante la superación de pruebas.[4][5][6][7][8]

En Argentina es un oficio derivado de una carrera terciaria de tres años de duración. La actividad está regulada por leyes provinciales y nacionales.